# Colorado Front Range
Colorado Front Range é uma região geográfica coloquial para a regi]ao mais populosa do estado do Colorado, nos EUA. A área é localizada no leste da Cordilheira de Front, alinhada norte-sul com a borda oeste das Grandes Planícies, onde se encontram com as Rochas. Geologicamente, a região se estende dentro de Colorado Piedmont, nos vales dos rios South Platte e Arkansas, no lado leste das Montanhas Rochosas. A região contém as maiores cidades e a maioria da população do estado de Colorado

## Cidades
- Fort Collins
- Greeley
- Loveland
- Longmont
- Boulder
- Área metropolitana de Denver-Aurora
- Castle Rock
- Colorado Springs
- Pueblo